# The Tall Ships' Races 2007 Mediterranea

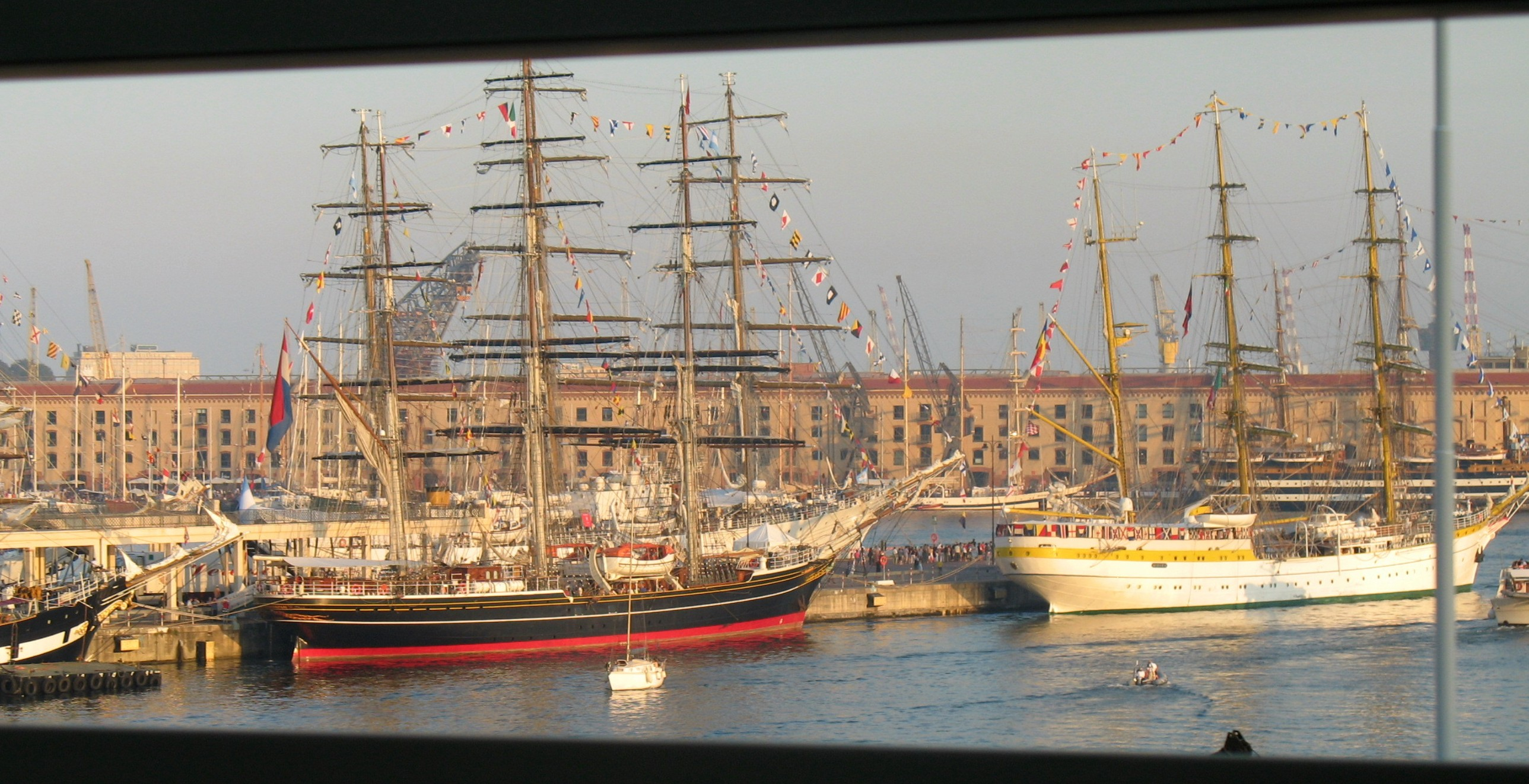
Tall Ship all'àncora al porto antico di Genova

Tall Ships' Races 2007 Mediterranea è una regata addestrativa annuale ed internazionale di velieri (Tall Ship è il termine di lingua inglese che definisce imbarcazioni a vela dagli alti alberi e, più generalmente, le navi d'alto bordo) organizzata dal 7 luglio al 31 luglio 2007 nel mar Mediterraneo da STI-Sail Training International e dall'associazione STA-Italia, fondata nel 1996 e a cui partecipano Marina Militare Italiana e Yacht Club Italiano.

## Regata 2007

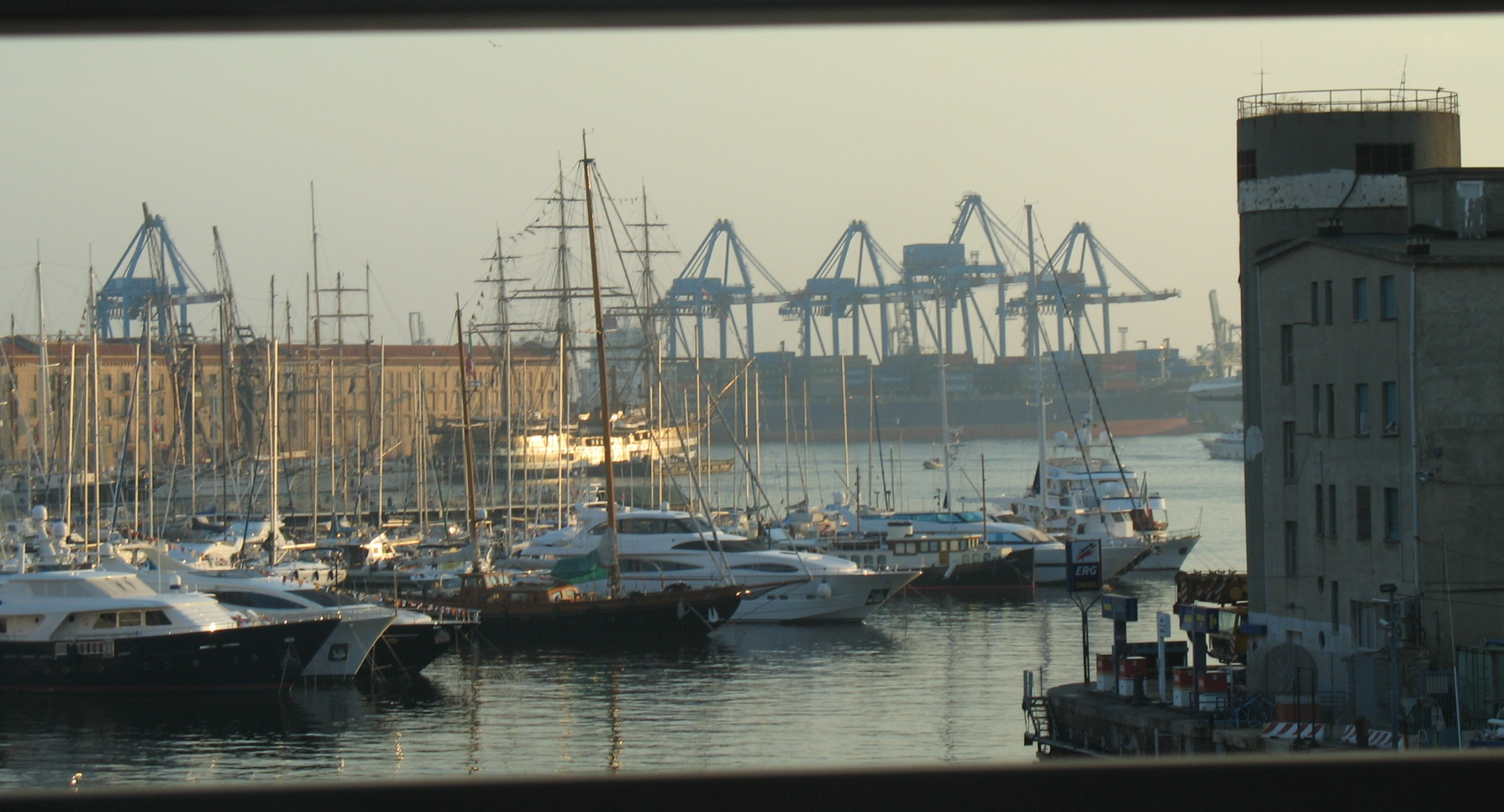
Altri velieri ormeggiati al porto antico

Alle regate addestrative - che si sono svolte fra i porti spagnoli di Alicante e Barcellona, quello francese di Tolone e, infine, quello italiano di Genova (con passerella finale fino alla baia di Camogli, nel Golfo Paradiso) - hanno partecipato trentanove velieri oltre a cinque navi di accompagnamento, (fra cui la goletta adibita a nave-scuola intitolata a Leon Pancaldo e appartenente all'Istituto tecnico nautico Leon Pancaldo di Savona) delle marinerie di diversi paesi del mondo con equipaggi (circa tremila marinai) composti in gran parte da giovani studenti (molti dei quali iscritti a corsi degli istituti nautici dei diversi paesi) di età compresa fra i sedici e i venticinque anni.
Le navi italiane erano guidate dalla nave-scuola della Marina Militare Italiana "Amerigo Vespucci".

## Storia
Le regate addestrative delle Tall Ship furono istituite nel 1956 dal britannico Bernard Morgan, appassionato di vela, che decise di radunare quattordici navi scuola a vela di vari paesi per una regata da Torbay a Lisbona.
L'intento era quello di emulare le gare a cui davano vita, nell'Ottocento, i clipper, ovvero i velieri impegnati nell'importazione di ingenti carichi di tè dall'Oriente e che, in concorrenza tra loro, cercavano di giungere a Londra più in fretta possibile per vendere i carichi destinati ad essere smerciati sul suolo britannico.
Da allora le regate si sono succedute, con spirito addestrativo e per avvicinare i giovani alla vita sul mare, con cadenza regolare, raggiungendo un interesse internazionale.
Fra i moderni raduni di navi d'epoca - velieri, golette, imbarcazioni a due o più alberi in generale - si segnala qui la cosiddetta Armada di Rouen che raccoglie nella città portuale-fluviale francese rari esemplari che attirano turisti da ogni luogo d'Europa e del mondo.

## Velieri partecipanti

### Classe A
|    | Veliero          | Paese      | Lunghezza |
| -- | ---------------- | ---------- | --------- |
| 1  | Libertad         | Argentina  | 102.60 m  |
| 2  | Kaliakra         | Bulgaria   | 52.05 m   |
| 3  | Guayas           | Ecuador    | 94.18 m   |
| 4  | Amerigo Vespucci | Italia     | 104.20 m  |
| 5  | Palinuro         | Italia     | 68.90 m   |
| 6  | Italia           | Italia     | 59.73 m   |
| 7  | Stad Amsterdam   | Olanda     | 74.90 m   |
| 8  | Pogoria          | Polonia    | 49.50 m   |
| 9  | Creoula          | Portogallo | 67.90 m   |
| 10 | Mircea           | Romania    | 92.78 m   |
| 11 | Mir              | Russia     | 108.80 m  |
| 12 | Cala Millor      | Spagna     | 42.00 m   |
| 13 | Capitan Miranda  | Uruguay    | 60.00 m   |

### Classe C
|   | Veliero          | Paese    | Lunghezza |
| - | ---------------- | -------- | --------- |
| 1 | Zenobe Gramme    | Belgio   | 28.20 m   |
| 2 | Fetia Ura        | Francia  | 32.70 m   |
| 3 | Spirit of Viking | Francia  | 32.70 m   |
| 4 | Europe           | Francia  | 22.38 m   |
| 5 | Laisse Dire      | Francia  | 15.99 m   |
| 6 | Idea Due         | Italia   | 20.19 m   |
| 7 | Pamadica         | Italia   | 15.00 m   |
| 8 | Viva             | Lettonia | 16.25 m   |

### Classe B
|    | Veliero        | Paese       | Lunghezza |
| -- | -------------- | ----------- | --------- |
| 1  | Belle Poule    | Francia     | 37.50 m   |
| 2  | Le Don du Vent | Francia     | 32.00 m   |
| 3  | Anthea         | Francia     | 15.90 m   |
| 4  | Acquarelle     | Francia     | 15.40 m   |
| 5  | Etoile Horizon | Francia     | 15.24 m   |
| 6  | Pandora        | Italia      | 18.51 m   |
| 7  | Jolie Brise    | Regno Unito | 22.40 m   |
| 8  | Tho Pa Ga      | Spagna      | 42.00 m   |
| 9  | Far Barcellona | Spagna      | 30.85 m   |
| 10 | Isla Ebusitana | Spagna      | 30.70 m   |

### Classe D
|   | Veliero              | Paese       | Lunghezza |
| - | -------------------- | ----------- | --------- |
| 1 | Xsaar                | Belgio      | 12.93 m   |
| 2 | Esprit d'Equipes     | Francia     | 17.65 m   |
| 3 | Capricia             | Italia      | 24.80 m   |
| 4 | Stella Polare        | Italia      | 21.48 m   |
| 5 | Tirant Primer        | Spagna      | 27.97 m   |
| 6 | Giralda              | Spagna      | 22.86 m   |
| 7 | Tartessos            | Spagna      | 12.20 m   |
| 8 | Sarie Marais of Plym | Regno Unito | 11.85 m   |

### Imbarcazioni fuori regata
|   | Veliero       | Paese  | Lunghezza |
| - | ------------- | ------ | --------- |
| 1 | Orsa Maggiore | Italia | 28.30 m   |
| 2 | Caroly        | Italia | 23.70 m   |
| 3 | Corsaro II    | Italia | 21.48 m   |
| 4 | Leon Pancaldo | Italia | 18.50 m   |
| 5 | Amore Mio     | Italia | 12.00 m   |

## Galleria d'immagini

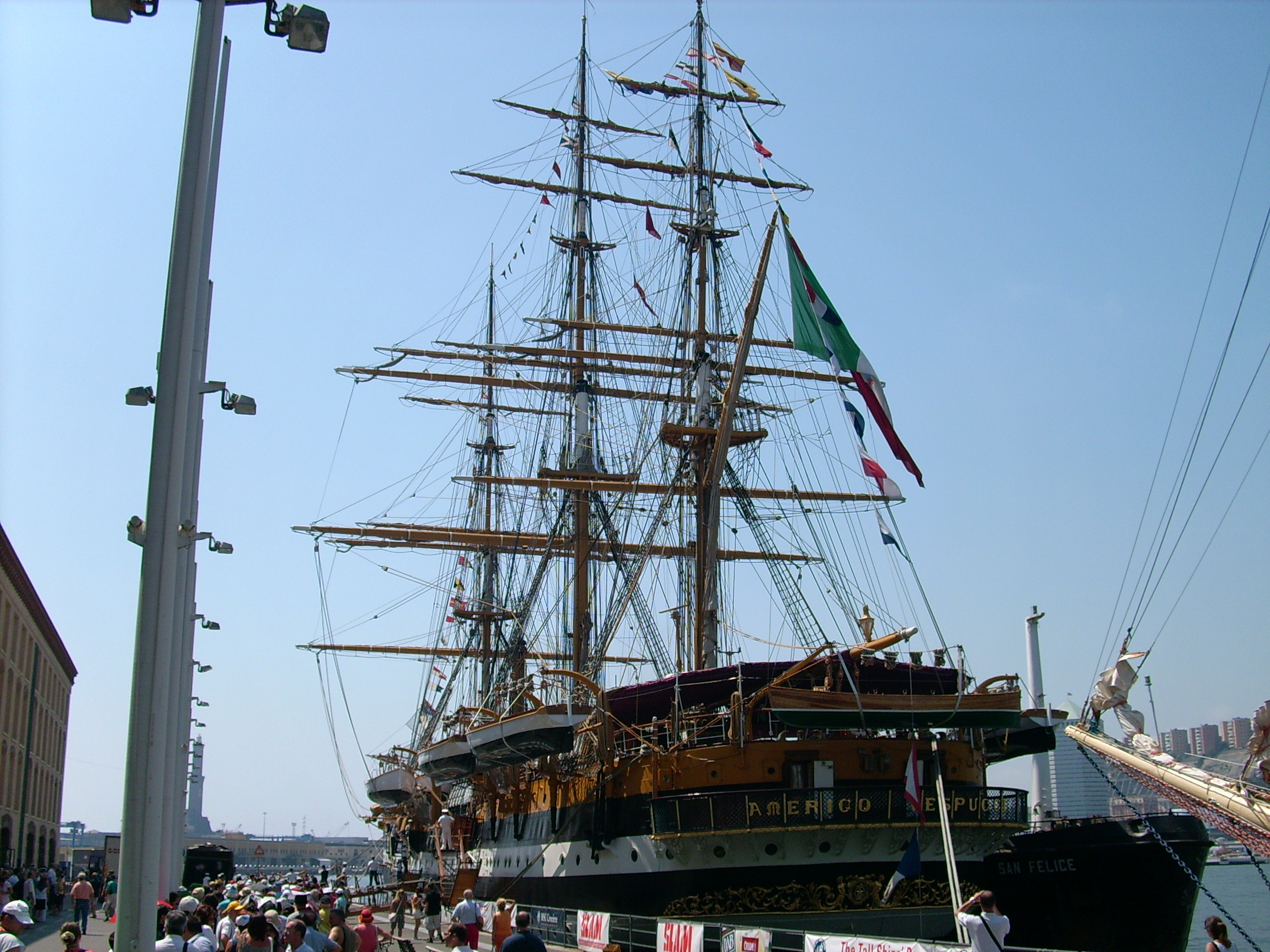
La "Amerigo Vespucci"
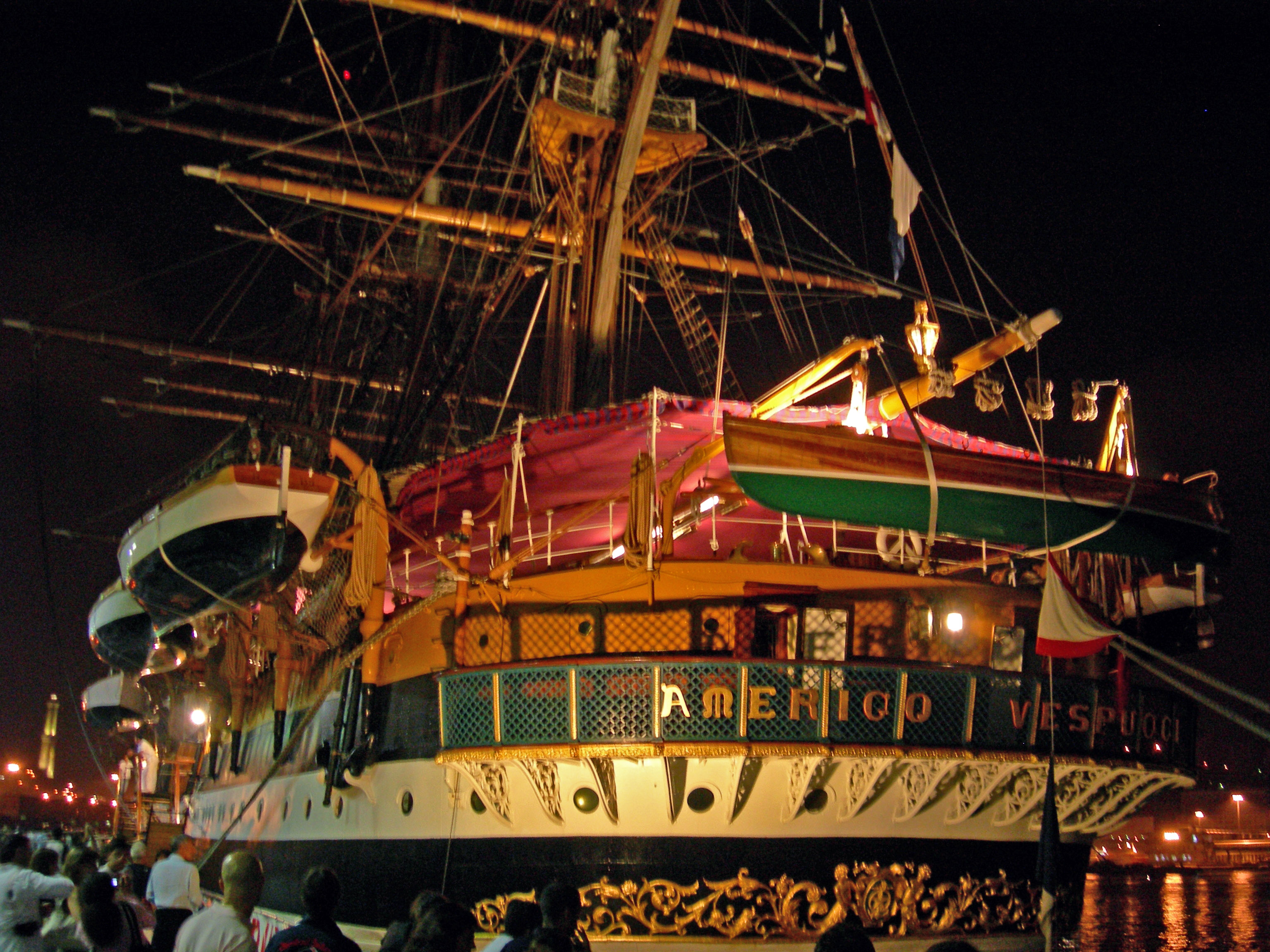
La "Amerigo Vespucci"
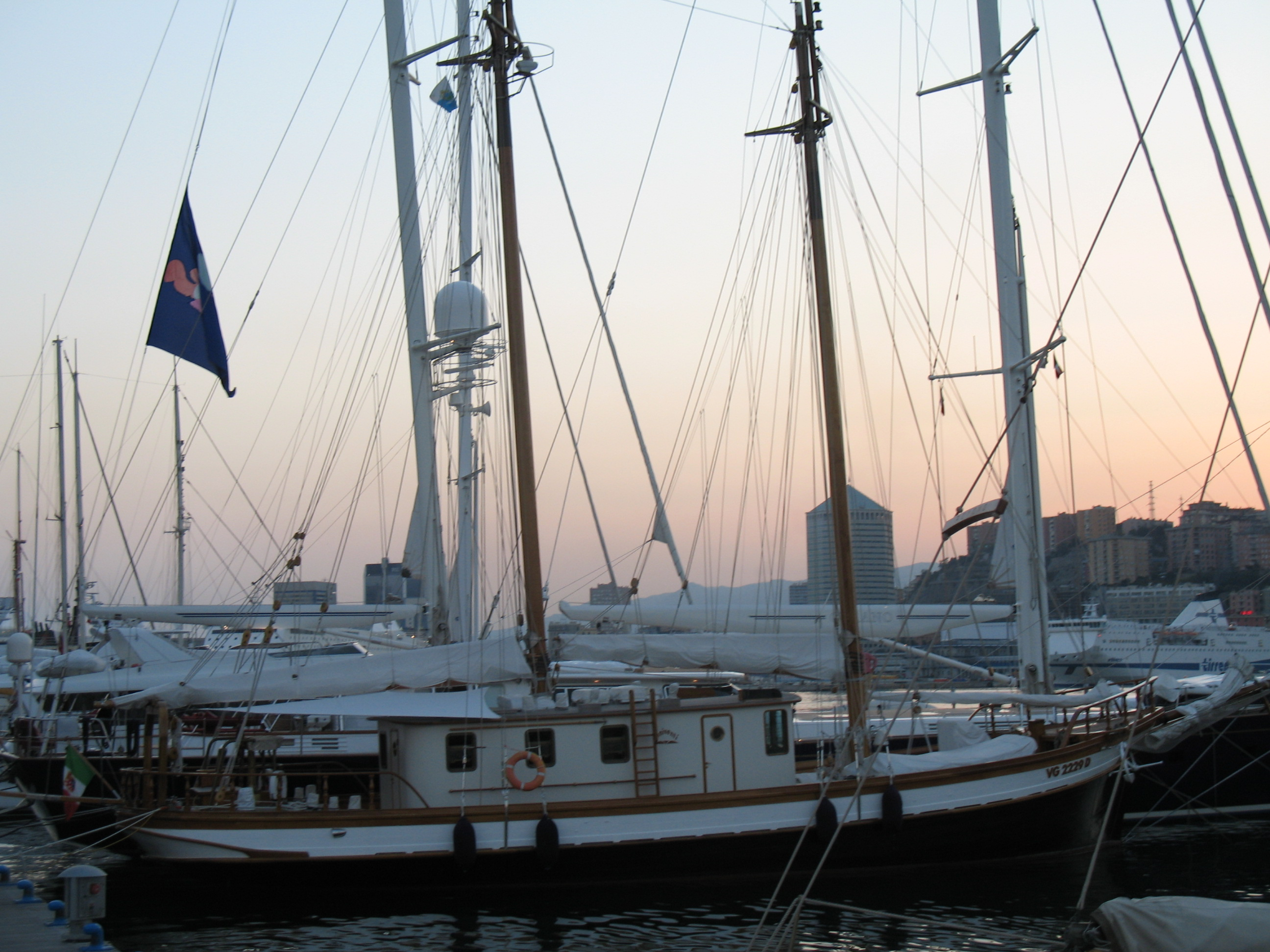
Velieri al porto antico

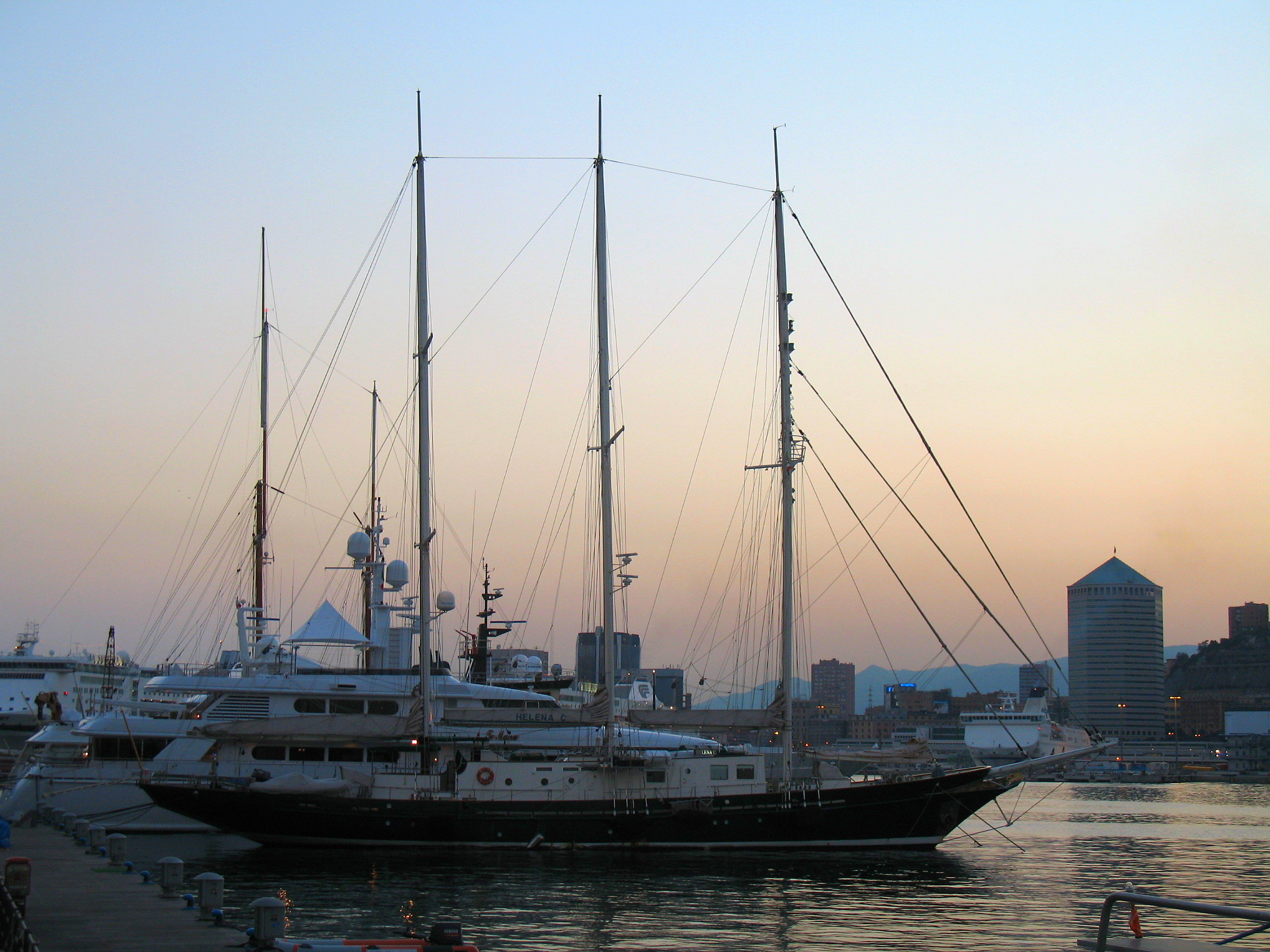
Velieri al porto antico
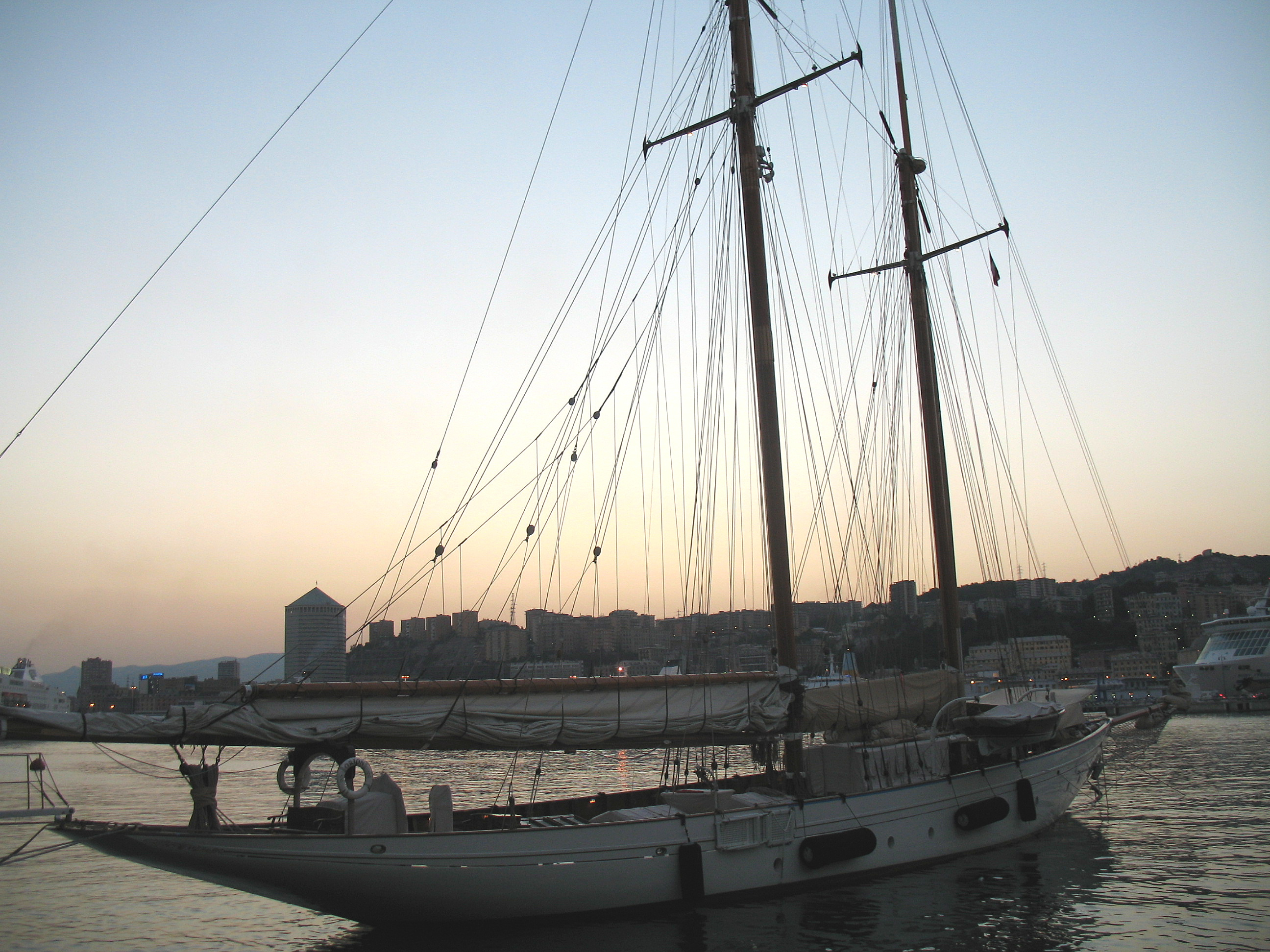
Velieri al porto antico
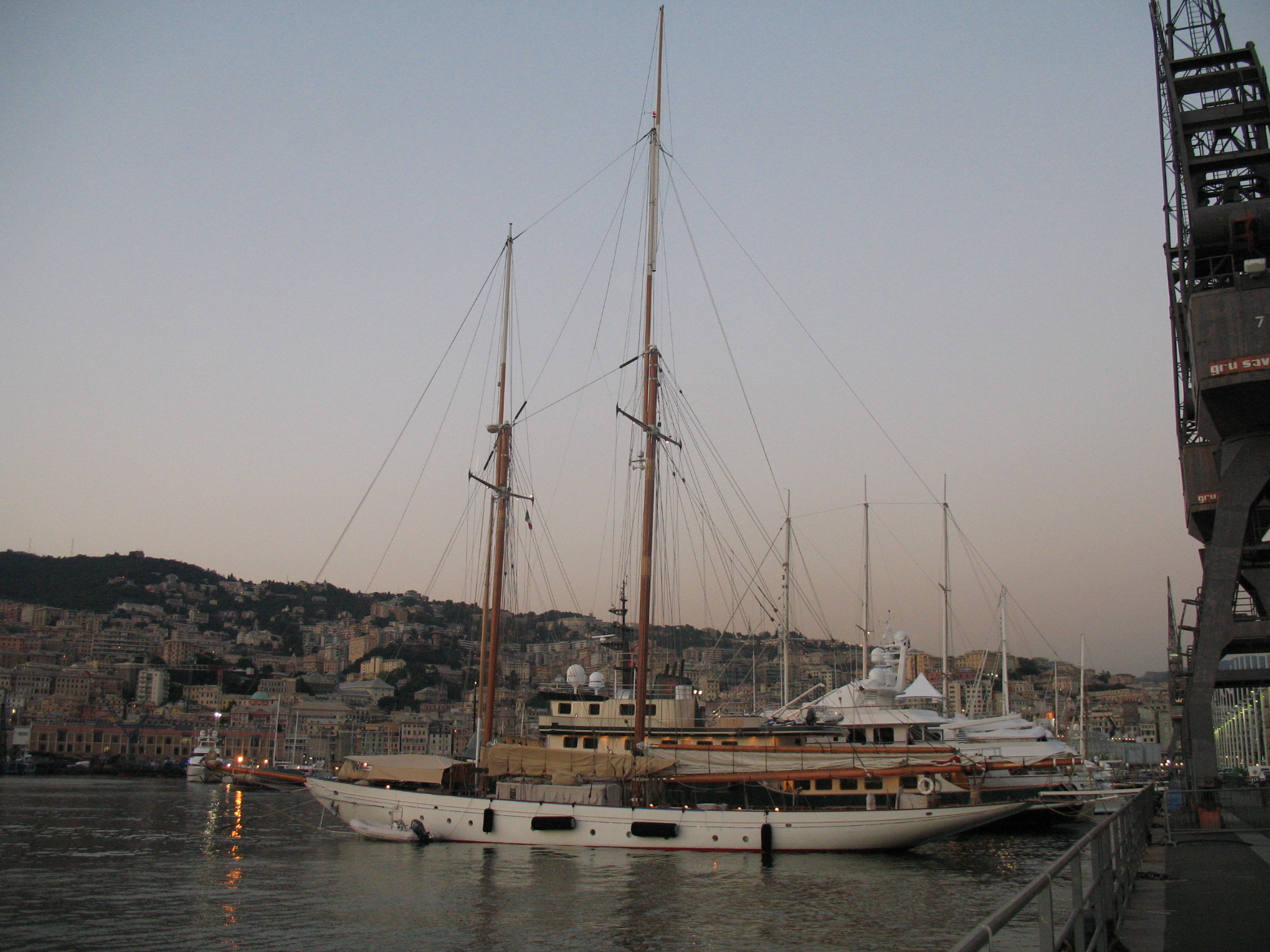
Velieri al porto antico